# Термометар
Термометар (франц. thermomètre од грчког θερμός (термо) у значењу „топло” и μετρέω: метим, „мерење”) је мерни инструмент који мери температуру користећи неколико различитих принципа. Заснива се на чињеници да се два тела доводе на исту равнотежну температуру (топлота), па је температура коју показује уједно и температура тела с којим је он у додиру. Мерење температуре своди се на мерење термометријскога својства. Састоји се обично од два елемента: сензора (чула, давача) температуре и од претварача измерене вредности у форму погодну за људско или машинско очитавање. Термометри могу показивати температуру у неколико температурних лествица.
Неки од принципа термометра су били познати грчким филозофима пре две хиљаде година. Модерни термометар је постепено еволуирао од термоскопа са додатком скале у раном 17. веку и стандардизацијом током 17. и 18. века.

## Тачност
У процесу мерења температуре објекта, топлота се преноси између објекта и термометра док оба нису у стању равнотеже температуре. Према томе, термометар заправо мери температуру еквилибријума (равнотеже), а не стварну иницијалну температуру објекта. Из тога произилази да свако мерење температуре има нетачности, које су утолико веће што је топлотни трансфер већи.

## Врсте термометара
Термометрија користи низ термометријских својстава, појава које зависе од промене температуре и погодне су за мерење температуре, на пример повећање запремине (живин термометар, термометар с алкохолом, плински термометар) или дужине (метални термометар), промена притиска (гасни термометар), електричног отпора (отпорни термометар), термоелектричног напона (термоелемент) или јачине (интензитета) и фреквенције електромагнетног зрачења које неко тело емитује (пирометар).

### Клинички термометар или Топломер
Термометар за мерење телесне температуре раније био живин термометар док се данас користе разни "електрични". Опсег температуре мерења је обично између 35-42 степена целзијусових.

### Биметални термометар (термометар са диференцијалном експанзијом)
Код биметалног термометра два слоја различитих метала су повезана заједно тако да образују биметал у облику листа, завојнице или хеликса. Метали треба да имају различите коефицијенте термалне експанзије тако да промена температуре деформише оригинални облик. Биметални термометар се формира тако да се индикатор са скалом повеже са биметалним елементом.
Биметални термостат има сет електричних контаката уместо скале и индикатора температуре. Он се често користи за контролне системе регулације температуре типа укључивања-искључивања, на пример код пегле.

### Термометар са пуњеним термалним системом
Ове врсте термометра користе посуду испуњену течношћу, гасом или паром као сензор температуре. Термометар са течношћу служи за мерење температуре у распону од приближно – 200 до + 600 °C. Капиларна цев врло малог пречника повезује посуду са спиралним, хеликоидалним или другим елементом који претвара притисак у корисни сигнал, индикацију температуре, или запис температуре. Због већега топлотног растезања течности у односу на стакло, с растом температуре подиже се ниво течности у градуисаној капилари. Као течност најчешће се користи жива (живин термометар), а за ниже температуре алкохол (термометар с алкохолом) и нека друга органска једињења.
Постоје 4 главне групе по супстанци кориштеној за пуњење:
- Течношћу пуњени термални системи. Често пуњени ксиленом. Распон мјерења -87 до 371 °C.
- Парама пуњени термални системи користе притисак паре. Дијеле се на неколико подврста.
- Гасом пуњени термални системи. Често користе азот, или хелијум за изузетно ниске температуре. Распон мјерења -268 до 760 °C.
- Живом пуњени термални системи. Јако добре особине, проблем је токсичност живе.

#### Бурдонов термометар
Бурдонов термометар се састоји од спиралне металне цеви (капиларне цеви), ручице, лествице и казаљке. Спирална метална цев (која се налази у термометру или кућишту) је извучена и спаја се на сонду која је (оловна, бакарна или платинска), а пуњена је најчешће живом. Ово су стари термометри који су се користили најчешће за грејање великих просторија (пластеници и стакленици, велике дворане које користе централно грејање, и тако даље) путем термогена (уређаји који користе инструменте пламенике за довод и сагоревање горива у њима). Овај термометар је у знатној мери замењен савременијим дигиталним термометром.

### Отпорни температурни детектори
Отпорни температурни детектори (енгл. RTD) користе промену електричног отпора материјала са променом температуре за мерење. Отпор већине метала се повећава са повећањем температуре, а посебно се користе платина и никл због велике промене отпора и стабилности.
Отпорник од погодног материјала је начињен у облику завојнице намотане на инертан материјал и стављен у простор где се мери температура. Промена отпора се даље обрађује мерењем промене напона на спољном отпорнику или методом отпорног моста која даје врло прецизне резултате.

### Термистор
Термистор је врста отпорника код којег долази до великих промена отпора при промени температуре, па је погодан за директно укључење у електронска кола.

### Термочлан
Термочлан или термоелемент је врста термометра намењена претежно мерењу виших температура (до 1 500 °C). Термочлан (термоспој) се састоји од две металне жице од разних материјала које су спојене у једној тачки (мерни спој, врући спој) и у другој тачки да образују референтни спој (хладни спој). Када су ова два споја на разним температурама, ствара се мали напон између две жице. Овај напон се зове Себеков ефекат. Величина овог напона је пропорционална разлици температура између две жице и може се даље појачати и употребити за мерење температуре. Температура референтног споја се одржава сталном, традиционално на 0 °C у посуди са смешом леда и воде. Различити парови материјала (термопарови) дају различите напоне за исту разлику температуре, па се најчешће одабирају они који у одређеном подручју температуре дају највеће напоне. Најпознатији су термопарови жељезо-константан, платина-платинародијум, никал-хромникал и бакар-константан. Термопарови се заштићују од штетних хемијских утицаја материјала чија се температура мери заштитном цеви од метала или керамике. Више термоелемената спојених у серију чине термобатерију, која може служити као извор напона.

### Геотермометар
У метеорологији се живини термометри употребљавају и за мерење температуре тла (такозвани геотермометри), за мерење температуре воде језера, река и мора (стаклена цев смештена је у посебно метално кућиште - црпку с гуменом облогом).

#### Електрични термометар
Електрични термометри одликују се великом осетљивошћу, а сензори су им врло танка платинска жица (платински термометри) или термоелементи. Платински термометар делује на основу промене електричног отпора платинске жице због промене температуре. Промена електричног отпора жице мери се галванометром умереним (баждареним) у Целзијусовим степенима. Термометри с термоелементима мере галванометром електромоторну силу која настаје кад постоји разлика у температури између два спојишта термоелемената.

### Интегрална кола
Постоји већи број интегрисаних кола произведених за потребе мерења температуре. Серија LM35 на пример производи излазни напон 10 миливолти пута температура у целзијусима од -55 до +155. Излазни напон кола при температури од 20 °C ће бити 750 миливолти.

### Максимални и минимални термометри
Максимални и минимални термометри мере максималну, односно минималну температуру у неком временском распону (интервалу). То могу бити било који од набројених врста, али се у ту сврху најчешће користе термометри са течностима. Ако се на пример таквим термометром жели мерити максимална температура у неком временском раздобљу, тада се у капилару умеће нека препрека, тако да се течност, на пример жива, може по њој подизати, али се не може сама од себе спуштати (на пример лекарски термометар, односно топломер). Такви термометри често служе и за одржавање константне температуре (температурна регулација). Најједноставнији температурни регулатор има у цеви са живом две стопљене електроде, од којих једна лежи у живи. Када температура порасте изнад одређене вредности, жива због повећане запремине обухвати и другу електроду, струја потече кругом и прекине струјни круг за грејање.

#### Максимални термометар
Често је потребно знати највишу температуру у неком временском размаку, на пример у току 24 сата, што је нарочито важно у метеорологији. У ту сврху се користи максимални термометар. Код тог термометра излази из посуде у цев стаклени штапић мањег пречника од пречника цеви, па жива из посуде има врло узак пролаз. При растезању жива пролази кроз уску пукотину, али се при стезању живина нит прекине и жива се не може вратити у посуду, те показује максималну температуру. Код поновне употребе термометар се мора стрести тако да жива падне у посуду. На овом принципу израђен је и лекарски термометар којим се мери температура људског тела.

#### Минимални термометар
Минимални термометар показује најнижу температуру у неком протеклом времену. Такав је термометар грађен је на исти начин као и максимални термометар, само је пуњен алкохолом и у њему се налази танки стаклени штапић. Кад температура расте, алкохол пролази уз штапић, а кад температура пада, алкохол повлачи за собом штапић због површинског напона. Положај штапића показује најнижу температуру. Овај се термометар употребљава у водоравном положају, па се код поновне употребе мора нагнути тако да штапић дође на крај алкохолне нити.
Лествица термометра за посебне сврхе не обухвата цели основни размак, него само оне температуре које су за дату намену релевантне. Тако скала лекарског термометра иде само од 35 °C до 42 °C, а скала термометра за мерење температуре ваздуха од -35 °C до +50 °C.

### Радијациони пирометар
Радијациони пирометар мери температуру објекта мерењем термалне радијације која излази из објекта. Оптички систем скупља видљиву и инфрацрвену енергију која долази од објекта и усмерава је на детектор. Детектор врши конверзију у електрични сигнал који се даље обрађује по потреби.
Пирометар се базира на физичком закону енергетске емисије црног тела (Штефан-Болцманов закон). Пирометар је мерни инструмент за мерење високих температура, најчешће у пећима за топљење материјала или за печење керамике. Најважнији су термоелектрични типови (за температуре до 1 600 °C), оптички и радијацијски (за температуре до 3.000 °C). Термоелектрични пирометар ради на принципу мерења електричног напона термочлана, директно изложеног утицају топлоте, а мерни инструмент је баждарен тако да показује температуру. Оптички и радијацијски пирометар темеље се на зависности зрачене енергије (топлотно зрачење) загрејаног тела од његове температуре. Оптички пирометар помоћу филтра пропушта само одређено подручје зрачења и служи за упоређивање боје тога зрачења с ужареном волфрамовом нити. Струја којом се жари нит може се мењати (варирати) променама електричног напона, а инструмент који мери струју баждарен је у температурним степенима. Температура се очитава када се боја зрачења и нити изједначе. Код радијацијског пирометра енергија зрачења доводи се помоћу оптичког система на један крај термочлана. Инструмент који мери напон тог термочлана баждарен је у температурним ступњевима.

## Баждарење термометра
Баждарење термометра је поступак којим се утврђује повезаност између вредности температуре очитане на баждареном термометру и вредности очитане помоћу поуздано тачног термометра. Некада су се за баждарење користили плински стандардни термометри, а од 1927. за ниже температуре употребљава се стандардни платински отпорни термометар, а за више температуре меродавна је стандардна тачка топљења злата (1.063 °C), једна од такозваних секундарних чврстих тачака.

## Температурне лествице
Температурна лествица је лествица у различитим мерним јединицама температуре, која се употребљава на термометру или за графичко приказивање термодинамичке и емпиријске температуре. Кроз историју је било неколико температурних лествица и њихових мерних јединица. На Балкану се употребљавају температурне лествице у Целзијусовим ступњевима (ознака °C) или у келвинима (ознака К). У енглеском говорном подручју још се употребљавају: Фаренхајтов степен (ознака °F или deg) и Ранкинов степен (ознака °R). Више се не употребљава јединица температуре Реомиров степен (ознака °).

### Целзијусова температурна лествица
Целзијусова температурна лествица (према А. Целзијусу) настала је 1742. године, искуствено (емпиријски) на термометру са живом, одабирањем ледишта воде и стандардног врелишта воде за темељне температуре (чврсте термометријске тачке), те поделом тог температурног размака на сто делова. Тако је ледишту воде (1745) придружена вредност 0 °C, а стандардном врелишту 100 °C, те је једнака подела продужена према вишим, а с негативним предзнаком према нижим температурама.

### Келвинова температурна лествица
Келвинова температурна лествица (В. Томсон или лорд Келвин) настала је на темељу термодинамичких закона, придруживањем температури тројнога стања воде вредности . Та је температура незнатно (0,01 К) виша од температуре ледишта воде, а може се знатно тачније одредити. Скала је настала применом Целзијусових степени за температурне распоне, тако да је најнижа могућа температура у природи, апсолутна нула температуре, узета за почетак лествице и означена 0 K. Зато су мерне јединице келвин и Целзијусов степен једнаке, али је иста температура изражена различитим износима у келвинима и у Целзијусовим степенима.

### Фаренхајтова температурна лествица
Фаренхајтова температурна лествица (Д. Г. Фаренхајт) настала је 1714. искуствено (емпиријски) на термометру с алкохолом, одабиром температуре смесе салмијака (амонијум хлорида) и леда (око –18 °C), те температуре здравог људског тела (око 37 °C) за темељне температуре. Придружене су им вредности 0 ° и 100 °, те је таква подела продужена према вишим, а с негативним предзнаком према нижим температурама. У тој лествици ледиште воде је на 32 °, стандардно врелиште воде на 212 °, такозвана собна температура (20 °C) износи 68 °, и тако даље.

### Ранкинова температурна лествица
Ранкинова температурна лествица (В. Џ. М. Ранкин) настала је на исти начин као и Келвинова, с тим да је температури тројног стања воде придружена вредност . Настала је применом Фаренхајтових степени, тако да је апсолутна нула узета за почетак лествице и означена 0°R. Зато су јединице Ранкиновог и Фаренхајтовог степена једнаке, али је иста температура изражена различитим износима у једним и у другим ступњевима.

### Реомирова температурна лествица
Реомирова температурна лествица (Р. А. Ф. де Реомир) настала је 1730. искуствено (емпиријски) на термометру с мешавином алкохола и воде, одабирањем ледишта воде и стандардног врелишта воде за темељне температуре. За степен те лествице узета је промена температуре за коју се запремина термометријске течности промени за 1‰, па је ледишту воде придружена вредност 0°Ré, а стандардном врелишту 80°Ré.

### Таблица претварања између јединица за температуру
Једначине за претварање бројних вредности уобичајених температурних лествица:
 или прецизније: °F = °C/(5/9) + 32
Таблица која приказује неке често кориштене температуре са вредностима израженим на разним температурним лествицама:
| Опис                                                     | Келвинова | Целзијусова | Фаренхајтова | Ранкинова | Делилова | Њутнова | Реомирова | Ремерова |
| -------------------------------------------------------- | --------- | ----------- | ------------ | --------- | -------- | ------- | --------- | -------- |
| Апсолутна нула                                           | 0         | -273,15     | -459,67      | 0         | 559,725  | -90,14  | -218,52   | -135,90  |
| Фаренхајтова мешавина леда и соли                        | 255,37    | -17,78      | 0            | 459,67    | 176,67   | -5,87   | -14,22    | -1,83    |
| Тачка топљења леда/ледиште воде (при нормалном притиску) | 273,15    | 0           | 32           | 491,67    | 150      | 0       | 0         | 7,5      |
| Температура људскога тела                                | 310,15    | 37          | 98,6         | 558,27    | 94,5     | 12,21   | 29,6      | 26,925   |
| Тачка кључања воде                                       | 373,15    | 100         | 212          | 671,67    | 0        | 33      | 80        | 60       |
| Тачка топљења титанијума                                 | 1941      | 1668        | 3034         | 3494      | -2352    | 550     | 1334      | 883      |